# Xantholeon manselli
Xantholeon manselli is een insect uit de familie van de mierenleeuwen (Myrmeleontidae), die tot de orde netvleugeligen (Neuroptera) behoort. 
Xantholeon manselli is voor het eerst wetenschappelijk beschreven door New in 1985.